# Власовская (Вельский район)
Власовская — деревня в Вельском районе Архангельской области. Входит в состав Муниципального образования «Благовещенское». Имеет второе неофициальное название Веретье

## География
Деревня расположена в 70 километрах на север от города Вельска , на правом берегу реки Вага близ впадения в неё притока Устья. Ближайшие населённые пункты: на западе, на левой стороне реки деревня Гришинская муниципального образования «Попонаволоцкое», на юге деревня Перховская.
Часовой пояс
Власовская, как и вся Архангельская область, находится в часовой зоне МСК (московское время). Смещение применяемого времени относительно UTC составляет +3:00.

## История
Указана в «Списке населённых мест по сведениям 1859 года» в составе Шенкурского уезда Архангельской губернии под номером «1988» как «Никольское(Власовское)». Насчитывала 11 дворов, 56 жителей мужского пола и 50 женского, также в деревне находится православная церковь и завод.
В «Списке населенных мест Архангельской губернии на 1 мая 1922 года» в деревне уже 23 двора, 105 мужчин и 100 женщин.

## Достопримечательности
Церковь Николая Чудотворца Объект культурного наследия № 2900000992  - Деревянная, обшитая тёсом, церковь, 1867 года постройки. Представляет собой четверик, прошлом завершенный главкой, с алтарем, притвором и колокольней. В настоящий момент заброшена, требуется ремонт.

## Население
| 2002 | 2010 | 2012 | 2014 |
| ---- | ---- | ---- | ---- |
| 0    | →0   | →0   | ↗1   |